# Mike Flanagan (Regisseur)

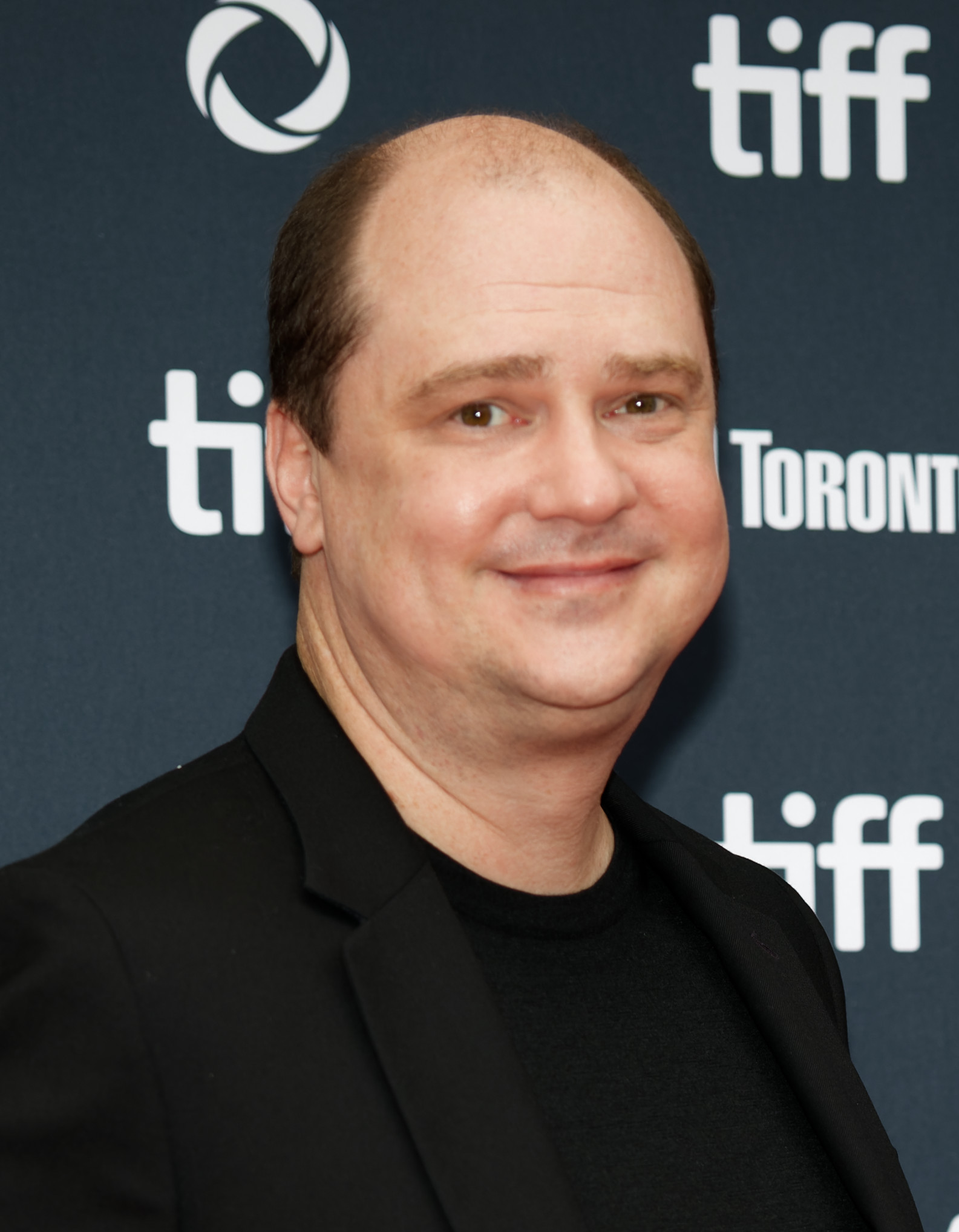
Mike Flanagan (2024)

Mike Flanagan (* 20. Mai 1978 in Salem, Massachusetts) ist ein US-amerikanischer Filmeditor, Regisseur, Produzent und Drehbuchautor.

## Leben und Karriere
Mike Flanagan wurde 1978 als Sohn von Timothy und Laura Flanagan in Salem, Massachusetts, geboren. Da sein Vater für die U.S. Coast Guard arbeitete, war die Familie gezwungen, oft umzuziehen, bis sie sich schließlich in Bowie, Maryland, niederließen. An der Archbishop Spalding High School in Severna Park war er in der Schultheatergruppe aktiv und wurde Präsident der dortigen Student Government Association. Zudem organisierte er hier eine morgendliche Fernsehsendung und produzierte Werbespots für Studenten.
Nach seinem Abschluss an der Towson University im Studiengang Electronic Media and Film drehte Flanagan im Jahr 2000 im Alter von 21 Jahren seinen Debütfilm Makebelieve. Im Jahr 2001 folgte Still Life. 2002 begann er Fernsehformate für Discovery und ESPN zu produzieren. 2003 führte er beim Film Ghosts of Hamilton Street Regie, für den er auch das Drehbuch schrieb. Im gleichen Jahr fungierte er als Kameramann für den Film Chainsaw Sally von Jimmy O Burril. Nach seinem Umzug von Baltimore nach Los Angeles – am Tag nach Abschluss der Dreharbeiten zu diesem Film – begann er seine Arbeit als Regisseur und Filmeditor für die Gleib Show von National Lampoon Networks und eine Reihe weiterer Fernsehsendungen.
2005 wandte sich Flanagan mit dem Kurzfilm Oculus erstmals dem Horrorgenre zu. 2010 führte er Regie bei dem Independent-Horrorfilm Absentia, für den er auch das Drehbuch schrieb. 2015 folgte sein Film Before I Wake und 2016 Ouija: Ursprung des Bösen und Hush, der exklusiv bei Netflix veröffentlicht wurde. Dies führte dazu, dass Flanagan für den Streamingdienst auch Das Spiel drehte, eine Adaption des gleichnamigen Romans von Stephen King, die am 24. September 2017 im Rahmen des Fantastic Fests ihre Premiere feierte und am 29. September 2017 in ausgewählte US-amerikanische Kinos kam. 2019 folgte mit Doctor Sleeps Erwachen seine zweite King-Verfilmung nach dem Roman Doctor Sleep.
2018 schuf Flanagan die Horrorserie Spuk in Hill House und 2020 den Nachfolger Spuk in Bly Manor. 2023 folgte die Serie Der Untergang des Hauses Usher, ebenfalls für Netflix. Sie basiert auch auf einer literarischen Vorlage, in diesem Falle der Kurzgeschichte Der Untergang des Hauses Usher.
Im Rahmen des Fantasia International Film Festivals 2024 wird Flanagan mit dem Cheval Noir Career Award ausgezeichnet.
Ab 2005 war Flanagan mit der Schauspielerin Shea Cerveny verheiratet. Die Ehe wurde 2010 geschieden. Aus einer Beziehung mit der Schauspielerin Courtney Bell, mit der er für den Film Absentia zusammengearbeitet hatte, ging 2010 sein ältester Sohn hervor. Im Februar 2016 heiratete er die Schauspielerin Kate Siegel. Gemeinsam haben sie eine Tochter und einen Sohn.

## Filmografie (Auswahl)
Als Regisseur
- 2000: Makebelieve
- 2001: Still Life
- 2003: Ghosts of Hamilton Street
- 2011: Absentia
- 2013: Oculus
- 2016: Still (Hush)
- 2016: Before I Wake
- 2016: Ouija: Ursprung des Bösen (Ouija: Origin of Evil)
- 2017: Das Spiel (Gerald’s Game)
- 2018: Spuk in Hill House (The Haunting of Hill House, Miniserie, 10 Folgen)
- 2019: Doctor Sleeps Erwachen (Doctor Sleep)
- 2020: Spuk in Bly Manor (The Haunting of Bly Manor, Miniserie, Folge 1x01)
- 2021: Midnight Mass (Miniserie, 7 Folgen)
- 2022: Gänsehaut um Mitternacht (The Midnight Club, Fernsehserie, 2 Folgen)
- 2023: Der Untergang des Hauses Usher (The Fall of the House of Usher, Miniserie, 4 Folgen)
- 2024: The Life of Chuck

Als Drehbuchautor
- 2000: Makebelieve
- 2001: Still Life
- 2003: Ghosts of Hamilton Street
- 2011: Absentia
- 2013: Oculus
- 2016: Still (Hush)
- 2016: Before I Wake
- 2016: Ouija: Ursprung des Bösen (Ouija: Origin of Evil)
- 2017: Das Spiel (Gerald’s Game)
- 2018: Spuk in Hill House (The Haunting of Hill House, Miniserie, Schöpfer, 4 Folgen)
- 2019: Doctor Sleeps Erwachen (Doctor Sleep)
- 2020: Spuk in Bly Manor (The Haunting of Bly Manor, Miniserie, Schöpfer, Folge 1x01)
- 2021: Midnight Mass (Miniserie, Schöpfer, 7 Folgen)
- 2022: Gänsehaut um Mitternacht (The Midnight Club, Fernsehserie, Schöpfer, 9 Folgen)
- 2023: Der Untergang des Hauses Usher (The Fall of the House of Usher, Miniserie, Schöpfer, 7 Folgen)
- 2024: The Life of Chuck

Als Filmeditor
- 2000: Makebelieve
- 2001: Still Life
- 2003: Cold Harbor
- 2003: Ghosts of Hamilton Street
- 2009–2010: Most Daring (Fernsehsendung, 13 Folgen)
- 2011: Absentia
- 2013: Oculus
- 2016: Still (Hush)
- 2016: Before I Wake
- 2016: Ouija: Ursprung des Bösen (Ouija: Origin of Evil)
- 2017: Das Spiel (Gerald’s Game)
- 2019: Doctor Sleeps Erwachen (Doctor Sleep)
- 2024: The Life of Chuck

Als Filmproduzent
- 2001: Still Life
- 2011: Absentia
- 2024: The Life of Chuck

## Auszeichnungen (Auswahl)
Chicago Horror Film Festival
- 2011: Nominierung als Bester Spielfilm für den Jury Award (Absentia)
- 2011: Nominierung für die Beste Regie (Absentia)

South by Southwest Film Festival
- 2014: Nominierung für den Publikumspreis – Midnighters (Oculus)[9]

Toronto International Film Festival
- 2013: Zweitplatzierter beim People’s Choice Award – Midnight Madness (Oculus)[10]
- 2024: People’s Choice Award (The Life of Chuck)[11]